# Витезови
Витезови или ППН Витезови су били хрватска паравојна јединица током рата у Босни и Херцеговини 1992–1995. године.

## Хрватске одбрамбене снаге
Почетком рата у БиХ, почињу се оснивати јединице ХОС-а. У средњој Босни их је било неколико, а у Витезу је организована јединица под именом Витезови. Била је величине ојачане чете али мања од батаљона. Заповједник јој је био мајор Дарко Краљевић, а замјеник му је био Нико Крижанац. Дарко Краљевић је уједно био и заповједник ХОС-а за средњу Босну. Јединица је учествовала у многим борбама са српским паравојним јединицама и јединицама Војске Републике Српске.
Сједиште јединице било је у основној школи у Дубравици, мјесту у предграђу Витеза.

## Хрватско вијеће одбране
Након почетка распада ХОС-а крајем 1992. године, јединица Витезови у септембру прелази у састав Хрватског вијећа одбране и добија назив Јединица посебне намјене Витезови.
За вријеме хрватско-бошњачког сукоба у средњој Босни ова јединица је активно учествовала у борбама против Армије БиХ. Дарко Краљевић је био унапређен у пуковника.
Постоје докази да је јединица била под директном командом Дарија Кордића, као и да је самостално дјеловала у акцијама одбране Витеза, али и у акцијама пљачкања цивила у Витезу, Бусовачи, трговином бензином за вријеме сукоба између Хрвата и Бошњака у Витезу.
Јединица се сматра одговорном за нападе на бошњачке цивиле, као и за терористички напад са камионом цистерном у Витезу 18. априла 1993. године, у ком је најмање шест особа погинуло, а рањено 50. Камион-бомбу је, према изјави британског мајора Фриса Педерсена, иницирао заповједник ХОС-а Дарко Краљевић. Према изјави свједока Анте Брељаша, припадника Витезова на суђењу Кордићу и Черкезу, Витезови су били јуришна јединица, а Витешка бригада ХВО-а дефанзивна снага. Због самовоље Краљевића, Витезовима није заповједао нико осим њега самог, те би у борбеним дејствима Витезови извели први напад и започели уличне борбе, те одузимали сатове, злато и новац. Када би то завршили, Витешка бригада би успоставила ред, покупила све што им је дошло под руку и одвезла то у камионима. А онда би дошле избјеглице да одаберу куће за себе. Јединица је, заједно са Антитерористичком бојном Војне полиције ХВО-а Џокери, Витешком бригадом ХВО-а и бригадом Никола Шубић Зрински учествовала у нападу и покољу у селу Ахмићи у Витезу. Према изјави свједока Ли Витворта, припадника британске војске, на суђењу Пашку Љубичићу, Витезови нису учествовали у нападу на Ахмиће, али он сматра да је заповједник Дарко Краљевић, још са два до три припадника јединице, учествовао у нападу.
Због разних неконтролисаних акција и непоштовања заповједног ланца ХВО-а, јединица је расформирана средином јануара 1994. године.